# Cerradomys subflavus
Cerradomys subflavus és una espècie de mamífer rosegador de la família dels cricètids. Viu a altituds de fins a 500 msnm a l'Argentina, Bolívia, el Brasil i el Paraguai. Els seus hàbitats naturals són els boscos humits de plana i els camps de conreu. Algunes poblacions estan amenaçades per la destrucció i fragmentació del seu medi. El seu nom específic, subflavus, significa ‘groguenc’ en llatí.